# محوطه کنار دره آب سفید
محوطه کنار دره آب سفید مربوط به دوران پیش از تاریخ ایران باستان است و در شهرستان فارسان، بخش مرکزی، دهستان میزدج علیا، ۱/۸ کیلومتری جنوب غرب روستای گوجان واقع شده و این اثر در تاریخ ۲۷ اسفند ۱۳۸۷ با شمارهٔ ثبت ۲۶۵۴۳ به‌عنوان یکی از آثار ملی ایران به ثبت رسیده است.